# Il fantasma dell'Opera (film 1943)
Il fantasma dell'Opera (Phantom of the Opera) è un film del 1943, diretto da Arthur Lubin.

## Trama
Durante una rappresentazione della Martha di Friedrich von Flotow al Teatro dell'Opera di Parigi, il direttore d'orchestra Villeneuve nota alcune discordanze tra gli archi e ne individua la causa nel primo violino, Erique Claudin. Questi viene convocato nell'ufficio del maestro, che gli chiede di suonare: Claudin improvvisa una vecchia ninna-nanna della Provenza, sua terra natale, eseguendola alla perfezione; tuttavia il violinista confessa di non riuscire più a muovere adeguatamente la mano sinistra. Villeneuve è costretto a licenziarlo. Il giorno dopo, Claudin si reca da un insegnante di canto, presso il quale sta studiando il giovane soprano Christine DuBois: a insaputa della ragazza, Claudin ha speso tutto il suo denaro per finanziare le sue lezioni; l'insegnante, pur riconoscendo il talento di Christine, dichiara che se il violinista non sarà più in grado di pagare, sarà costretto a interrompere il corso.
Nonostante queste difficoltà Claudin è fiducioso di trovare riscatto nella sua composizione, un concerto per pianoforte e orchestra, che intende far pubblicare dalla casa editrice musicale Pleyel & DesGiardins. L'uomo vi si reca, ma a causa delle continue richieste di anticipo riceve una risposta stizzita da parte dell'editore Pleyel, il quale rifiuta anche di restituirgli l'unico manoscritto dell'opera. Poco dopo Claudin sente suonare il suo concerto. In realtà DesGiardins lo sta facendo sentire a Franz Liszt, che se ne dichiara entusiasta; l'uomo crede però che gli editori se ne siano appropriati e lo vogliano pubblicare senza riconoscergli il dovuto: in un impeto d'ira strangola Pleyel. L'assistente di quest'ultimo, Georgette, riesce a lanciare addosso a Claudin dell'acido nitrico usato come mordente per la stampa degli spartiti, ustionandogli gravemente il volto. L'uomo, braccato dalla polizia, ruba una maschera per nascondere il viso sfigurato e si stabilisce nei sotterranei del Teatro. Claudin sopravvive rubando oggetti di scena, strumenti musicali e cibo, dando così vita alla leggenda del "Fantasma dell'Opera": nessuno sospetta, tuttavia, che il musicista assassino e lo spettro del Teatro siano in realtà la stessa persona.
Anni dopo Christine DuBois, ormai una bravissima cantante, viene corteggiata dal baritono Anatole Garron e dal commissario di polizia Raoul Dubert, entrambi innamorati di lei. Ciascuno dei due vorrebbe sposarla, ma la ragazza esita, perché sposandosi dovrebbe abbandonare la carriera. Il nome della ragazza è inoltre collegato a quello di Claudin, poiché era nota la strana attrazione che egli nutriva nei suoi confronti. Durante la rappresentazione dell'opera Amour et Gloire il soprano primadonna, Biancarolli, viene avvelenata dal Fantasma con una pozione che le causa uno svenimento. Il suo ruolo viene affidato a Christine, la cui bellissima voce riscuote un gran successo: la Biancarolli, sdegnata, pensa che ad avvelenarla sia stato Anatole, allo scopo di ingraziarsi Christine, e minaccia di sporgere denuncia; per evitare lo scandalo, gli impresari del teatro accettano la condizione che la performance di Christine non sia citata nei giornali e che la ragazza non canti mai più. La sera stessa il Fantasma irrompe nel camerino della Biancarolli e uccide lei e la sua cameriera, sfuggendo poi all'inseguimento di Raoul e Anatole: i due cominciano però a sospettare che dietro la maschera si nasconda Claudin.
Il Fantasma chiede ai direttori che Christine sostituisca la defunta Biancarolli come primadonna. Raoul elabora allora un piano: durante la nuova produzione Le Prince Masqué du Caucase il Teatro sarà presidiato dai poliziotti, mentre Christine sarà sostituita in gran segreto da un'altra cantante; alla fine dell'opera Franz Liszt suonerà il Concerto di Erique Claudin, nella speranza che l'uomo esca allo scoperto. Christine tuttavia disobbedisce agli ordini e si esibisce; durante la rappresentazione il Fantasma strangola uno degli uomini di Raoul e, mascherato, si aggira indisturbato fino al vano del lampadario sospeso sulla platea, del quale sega la catena causandone il crollo. Nella susseguente confusione l'uomo rapisce Christine e la porta nei sotterranei, dove le dice di amarla e che rimarrà per sempre laggiù, perché canti per lui solo.
Raoul e Anatole si introducono nei sotterranei, ma non riescono a trovare la via per raggiungere Christine. In quel momento Liszt inizia a suonare il Concerto di Claudin, e il Fantasma, sentendolo, inizia a suonarlo a sua volta. Christine riconosce nella melodia una ninna nanna che aveva sentito in Provenza quando era piccola: inizia a cantarla e la sua voce guida i due ragazzi nella tana del Fantasma; nel frattempo la ragazza riesce a rimuovere la maschera del Fantasma, riconoscendo nel volto sfigurato dall'acido quello del suo vecchio mentore Erique Claudin. Raoul e Anatole irrompono: nella colluttazione che ne segue viene sparato un colpo di pistola che causa il collasso dell'ambiente. I tre ragazzi riescono a fuggire, mentre il Fantasma rimane travolto dalle macerie.
Christine, commossa, dice di non riuscire a odiare Claudin, e che nonostante lo conoscesse appena si sentiva in qualche modo legata a lui, non riuscendo a spiegarsi come potesse conoscere la ninna nanna provenzale. Raoul e Anatole le dicono che probabilmente il motivo di ciò è che entrambi provenissero dalla stessa zona, e che il musicista sopravviverà grazie alla sua opera.
Tempo dopo Christine è ormai una diva apprezzata e ammirata. Dopo uno spettacolo Anatole e Raoul si recano nel suo camerino per invitarla a cena, ma di fronte all'ennesima schermaglia la ragazza, che dall'avventura col Fantasma ha compreso quanto sia importante amare l'arte del canto, decide di non sposare nessuno dei due: li pianta in asso per darsi al suo pubblico adorante. Ai due ragazzi non resta che stringere una buona amicizia per consolarsi vicendevolmente.

## Produzione

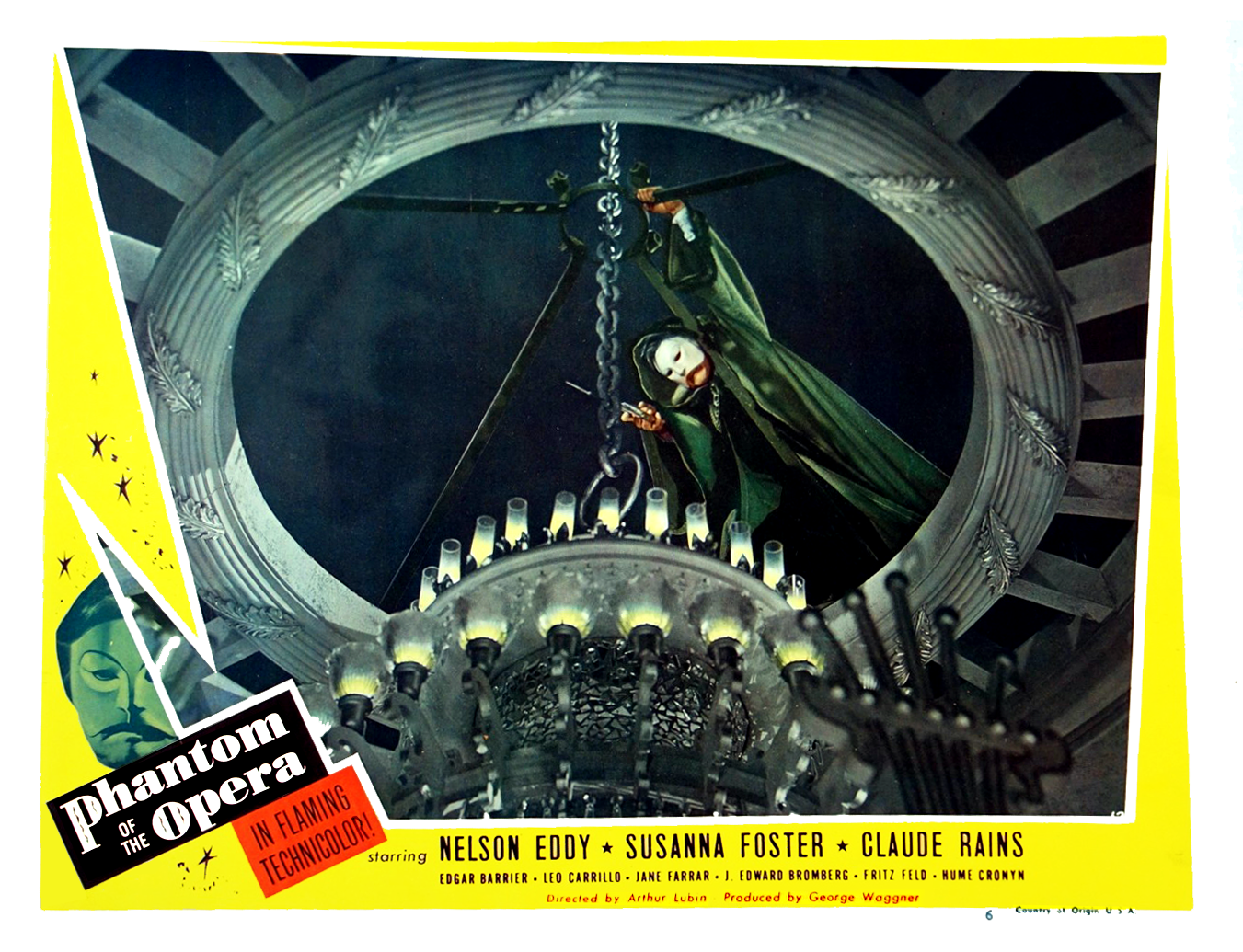
Locandina del film

Cesar Romero, Boris Karloff, Fëdor Šaljapin, Charles Laughton e Broderick Crawford furono tutti presi in considerazione per il ruolo del Fantasma in vari stadi della produzione, prima che la parte venisse affidata a Claude Rains. La sotto trama proposta da Koster secondo la quale il Fantasma era il padre di Christine fu tagliata perché avrebbe dato agli elementi romantici della loro relazione le sembianze di un rapporto incestuoso. Nello stesso anno di uscita del film, Il fantasma dell'Opera fu adattato per uno sceneggiato radiofonico del Lux Radio Theater. Nelson Eddy, Susanna Foster ed Edgar Barrier ripresero i rispettivi ruoli, ma al posto di Claude Rains, fu Basil Rathbone a dare la voce a Erique Claudin. Lo sceneggiato venne prodotto e presentato da Cecil B. DeMille.

### Riprese
Il film è stato girato negli USA, in California negli Universal Studios, Stage 28 - 100 Universal City Plaza, Universal City, riutilizzando gran parte delle scenografie del film Il fantasma dell'Opera del 1925.

## Accoglienza
Le recensioni dell'epoca furono molto contrastanti. Bosley Crowther del The New York Times criticò il film definendolo "annacquato" rispetto all'originale, e scrivendo come "solo la scena iniziale fosse l'unica che realizzava pienamente il potenziale della storia". Variety descrisse la pellicola una produzione "vivida, elaborata, e, nonostante le limitazioni imposte dalla storia originale, destinata ad avere successo". Harrison's Reports scrisse che il film consisteva in "un buon intrattenimento, del genere che farà presa su ogni tipo di pubblico." La recensione di David Lardner sul The New Yorker liquidò malamente il film, definendolo "esempio tipico e deleterio del passare del tempo nel mondo del cinema. La vecchia versione aveva Lon Chaney, che terrorizzava tutti, mentre la nuova ha Claude Rains, che non spaventa nessuno."
Sul sito aggregatore di recensioni Rotten Tomatoes il film ha un indice di gradimento del 75%, basato su 20 recensioni da parte di critici professionisti.

## Distribuzione

### Data di uscita
- USA:	12 agosto 1943	(Los Angeles)
- USA:	27 agosto 1943
- USA:	14 ottobre 1943	(New York)
- Svezia: 24 aprile 1944
- Australia:	4 gennaio 1945
- Portogallo: 21 marzo 1945
- Francia: 14 giugno 1945
- Belgio: 7 dicembre 1945 (Bruxelles)
- Spagna: 19 dicembre 1945 (Madrid)
- Finlandia:	13 maggio 1946
- Danimarca:	15 novembre 1946
- Paesi Bassi: 4 aprile 1947
- Austria: 20 luglio 1948
- USA:	1º novembre 1948	(ri-uscita)
- Germania Ovest: 22 dicembre 1949
- Danimarca:	29 giugno 1950 (ri-uscita)
- Giappone: 24 gennaio 1952

## Accoglienza

### Incassi
Il film, a fronte di un budget che si aggirava tra il 1.750.000 e il 1.500.000 di dollari, negli Stati Uniti ha incassato 2.000.000 di dollari.

## Promozione
(Originale pubblicità stampata per lo più sui tappi)
(Tagline del film)

## Riconoscimenti
- 1944 - Premio Oscar
  - Migliore fotografia a Hal Mohr e W. Howard Greene
  - Migliore scenografia a Alexander Golitzen, John B. Goodman, Russell A. Gausman e Ira Webb
  - Nomination Miglior sonoro a Bernard B. Brown
  - Nomination Miglior colonna sonora a Edward Ward